# Saint Barthélemys flygplats
Saint Barthélemys flygplats, även Rémy de Haenens flygplats (franska: L’aéroport de Saint-Barthélemy-Rémy-de-Haenen) (IATA: SBH, ICAO: TFFJ), är en flygplats som ligger i Saint Jean på den karibiska ön Saint Barthélemy. Fram till 2015 hette flygplatsen Gustav III:s flygplats (franska: L'aéroport Gustave-III eller L'aéroport Saint-Jean-Gustave-III). Den var då (liksom fortfarande öns största stad Gustavia) uppkallade efter kung Gustav III av Sverige.
Flyg går till närliggande öar, främst till den stora flygplatsen på Sint Maarten. Saint Barthélemys flygplats anses vara en farlig flygplats att flyga till på grund av den mycket korta landningsbanan på bara 650 meter, och att landningsbanan ligger intill ett berg. Piloten måste flyga över berget och passera det med trettio meter före landningen, om det blåser från öster, vilket är vanligare. Blåser det från väster används banan i den andra riktningen och då måste man stiga över berget vid starten. Endast småplan på högst 5,4 ton tillåts på flygplatsen.

## Flyglinjer
Flygningar går korta sträckor, bland annat till
- Amerikanska Jungfruöarna
- Antigua
- Guadeloupe
- Sint Maarten
- Puerto Rico

## Bildgalleri

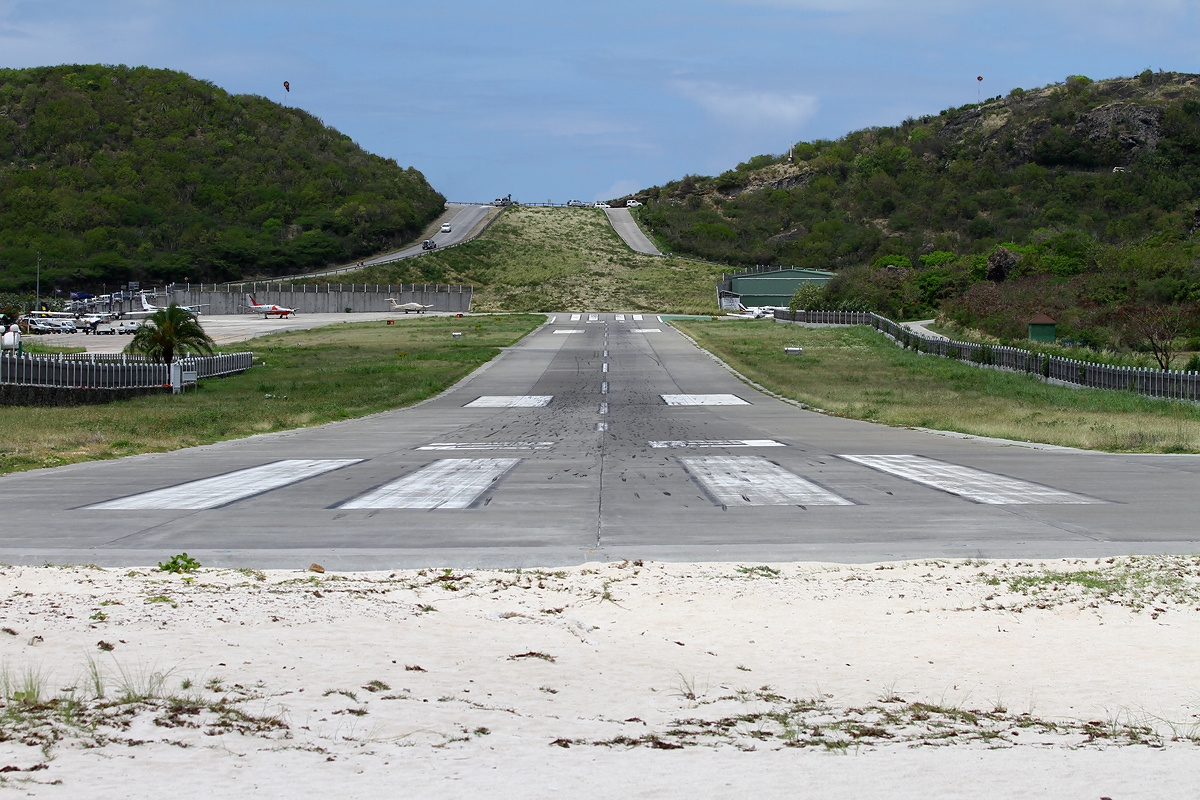
Landningsbanan på Saint Barthélemys flygplats med berg i bakgrunden.
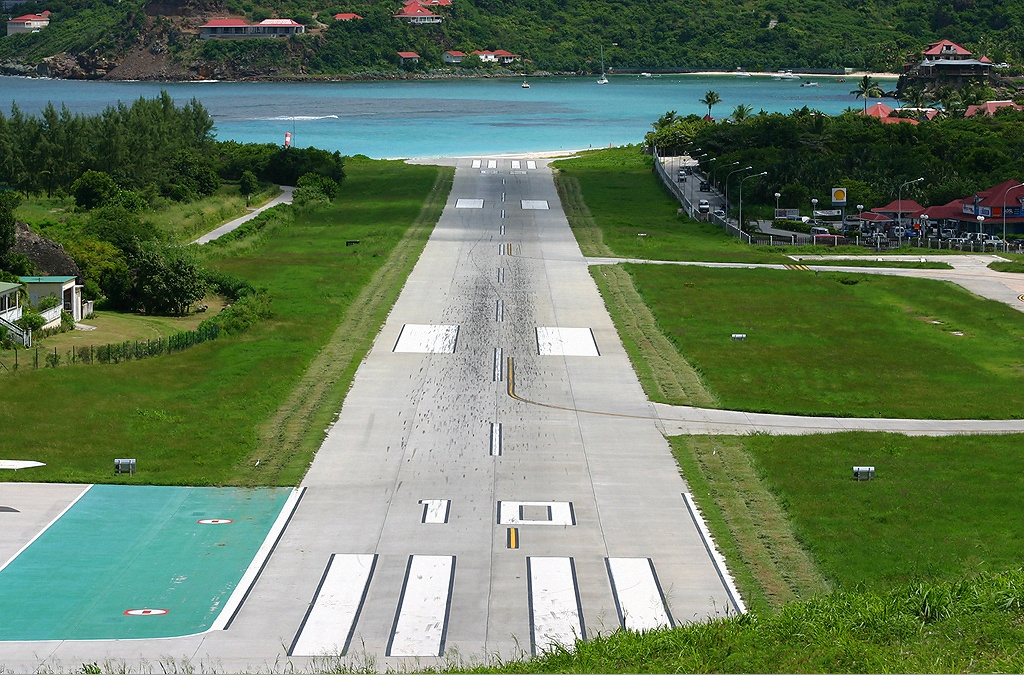
Landningsbanan på Saint Barthélemys flygplats, sedd från bergen.
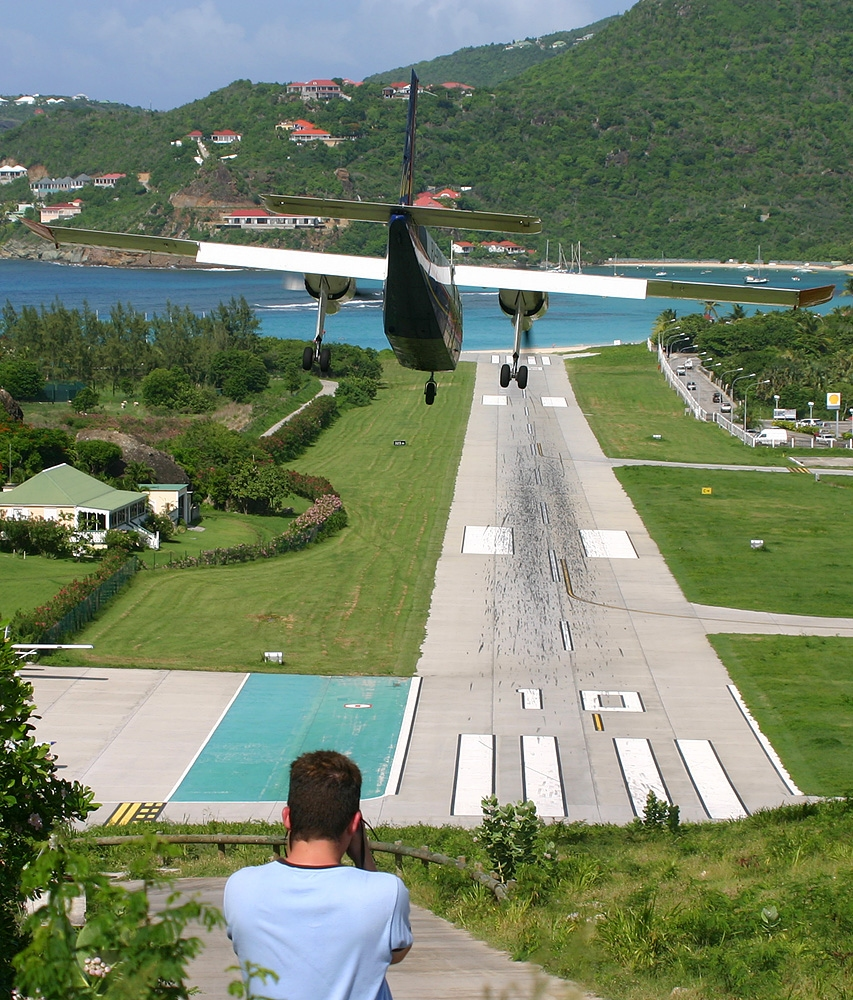
Britten-Norman BN-2A-26 Islander landar på Saint Barthélemys flygplats.
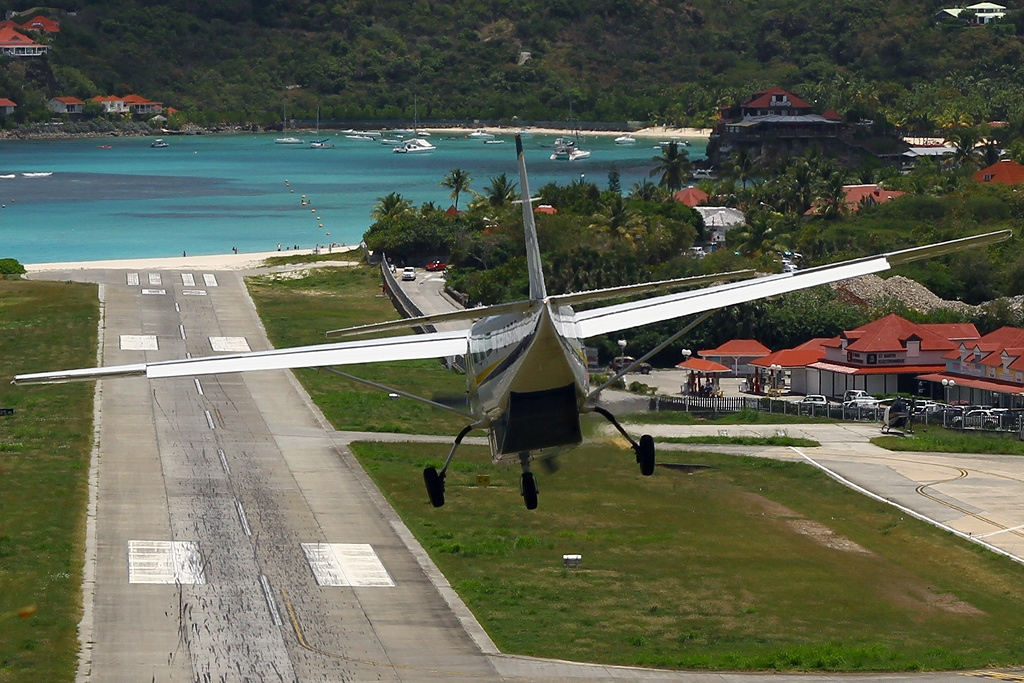
Cessna 208B Grand Caravan på Saint Barthélemys flygplats.